# Jean de Chokier de Surlet
Jean de Chokier, baron de Surlet, né à Liège le 14 janvier 1571 et mort en cette même ville le 19 août 1656, est un ecclésiastique, canoniste et écrivain de la principauté de Liège. Par ses écrits, il est considéré comme « probablement le disciple le plus important de Juste Lipse ». 

## Biographie

### Début de carrière
Né dans la famille de Chokier, il est le frère du jurisconsulte Érasme de Chokier. Il semble être le premier de sa famille à prétentendre à un lien avec l'ancienne famille des seigneurs de Surlet.
Il commence ses études de droit à l'université de Louvain, où il a pour condisciples Guillaume de Beeckman et Pierre de Méan, père du jurisconsulte, et où il reçoit l'enseignement de Juste Lipse. Il poursuit ensuite ses études juridiques à l'ancienne université d'Orléans, où il devient docteur in utroque jure.
Une fois ses diplômes reçus, recommandé au pape Paul V qui le reçoit avec bienveillance, il reste deux ans à Rome.

### Carrière ecclésiastique
C'est au cours de son séjour romain que Jean de Chokier obtient le titre de pronotaire ainsi qu'un canonicat au sein de la collégiale d'Aix-la-Chapelle (de). Une fois revenu à Liège, il est nommé chanoine de la collégiale Saint-Paul, position qu'il échange toutefois en 1620 afin de devenir chanoine de la cathédrale Saint-Lambert.
Le 21 novembre 1622, en succession de Pierre Stevart, il devient vicaire général du diocèse de Liège, fonction qu'il occupe jusqu'en 1656. À ce titre, Jean de Chokier est l'homme de confiance des  princes-évêques Ferdinand et Maximilien-Henri de Bavière, et, au vu de leur absence, préside le conseil synodal et assume la direction des affaires ecclésiastique de la principauté.
Au titre de sa fonction, il souhaite agrandir le pouvoir la juridiction de l'évêque, par exemple en s'opposant vivement aux sépulcrines de Huy pour les y soumettre. De même, il prend les mesures nécessaire au maintien de la foi catholique dans la région liégeoise, exposée aux polémiques calvinistes, et s'oppose personnellement aux propagandistes tels Samuel Desmarets. Cela lui vaudra d'être cité, sous le nom de "Achokier", par Blaise Pascal dans sa cinquième lettre provinciale, comme l'un des premiers parmi les auteurs qui "sont les seuls par lesquels nous gouvernons aujourd’hui la chrétienté".
En 1632, il devient aussi abbé séculier de la collégiale Saint-Hadelin de Visé.

### Carrière juridique
Parralèlement à sa carrière ecclésiastique, Jean de Chokier rédige de nombreux ouvrages juridiques ou moraux afin de faire avancer sa carrière. Il n'hésite ainsi pas, au cours de son sejour à Rome, à dédicacer au au pape Paul V l'une de ses œuvres les plus importantes le Thesaurus politicorum aphorismorum, qu'il termine en 1611.
Il se montre très ouvert au mouvement , issu de la renaissance scolastique de l'École de Salamanque et se réfère souvent à d'autres éminents juristes, notamment Leonardus Lessius, Federico Petrucci, Pierre Rebuffi ou Jean Wamèse.
Le vicaire-général étant chargé de l'attribution des bénéfices, il est fortement possible que sa parfaite connaissance de la matière, démontrée par sa rédaction d'ouvrages sur la commutation des bénéfices (De permutationibus beneficiorum, 1616) et les règles de la Chancellerie apostolique (Commentaria in regulas Cancellariae Apostolicae, 1621) qu'il dédie successivement au comte Eitel Friedrich von Hohenzollern-Sigmaringen et au pape Grégoire XV pour s'en assurer la bienveillance, a pu aider à son ascencion à cette fonction.
Dans sa fonction, il revendique une compétence judiciaire très large pour l'Officialité, juridiction ecclésiastique de la principauté, face aux juridictions civiles de la principauté. En 1621, il défend dans son Scholia dans Primarias Preces Imperatoris les intérêts du pouvoir ecclésiastique, en considérant que le "{{Lien|trad=Erste Bitte|lang=de|fr=droit impérial de première prière}}" ne constitue pour l'empereur qu'un droit de proposition aux bénéfices ecclésiastiques, et non un droit de nomination.

## Œuvres
- Aureum Senecae philosophi opusculum de tranquillitate animi cum novis accuratisque notis, 1607 ;
- Onosandri Strategicus, sive De Imperatoris Institutione. Additae in extremo operis variantes lectiones ex Codd. diversorum M. SS. depromptes, 1610 ;
- Thesaurus politicorum aphorismorum, 1611 ;
- De permutationibus beneficiorum, 1616 ;
- Tractatus de re nummaria prisco ævi: quae collata ad æstimationem monetæ præsentis: ad Historia cùm profane, tùm sacræ intelligentiam non parum utilis, 1619 ;
- Commentaria in regvlas Cancellariae Apostolicae: sive in Glossemata Alphonsi Sotto, glossatoris nuncupati, 1621 ;
- Scholia dans Primarias Preces Imperatoris, 1621 ;
- Tractatvs de legato, 1624 ;
- Vindiciae Libertatis Ecclesiasticae: Divisae In Dvas Partes: In quarum prima ostenditur Appellationes ab Ecclesiasticis Iudicibus in causis ciuilibus inter Laicos motis, in Imperiali Camera non esse interponendas, nec ab ea recipiendas, 1630 ;
- Altera scribitur Contra impios Ecclesiae Mastyges, illius bona, ac iura vsurpantes, 1630 ;
- De senectute, 1647 ;
- Facis historiarum centuriae duae: Quarum prima continet mores diversarum gentium, Altera ritus sacros..., 1650.